# Ernst Victor Schmorl
Ernst Victor Schmorl (* 6. März 1822 in Meißen; † 1. August 1881 in Hannover) war ein deutscher Buchhändler.

## Leben

### Familie
Ernst Victor Schmorl war der Vater von Oscar Schmorl und Großvater von Fritz Schmorl.

### Werdegang
Ernst Victor Schmorl durchlief von 1838 bis 1842 eine Ausbildung zum Buchhändler bei der Firma F. A. Helm in Halberstadt.
Bereits 1848 war Schmorl in Hannover ansässig und gründete dort gemeinsam mit Alfred von Seefeld und anderen den Männer-Turnverein Hannover von 1848.
Seit 1849 arbeitete Schmorl bei der Helwing’schen Buchhandlung, wo sich eine Freundschaft mit von Seefeld vertiefte. Bis 1851 war Schmorl auch in mehreren Buchhandlungen in Leipzig tätig.
1852 wurden aus Freunden Partner: Ernst Victor und Alfred gründeten am 1. Februar in Hannover die Buchhandlung Schmorl & von Seefeld in der Bahnhofstraße am Kröpcke, die 2005 in Insolvenz ging und danach von der Buchhandlung Hugendubel übernommen wurde.